# 荷塘街道
荷塘街道，原为荷塘乡，是中华人民共和国湖南省湘潭市岳塘区下辖的一个乡镇级行政单位。2015年11月19日，荷塘乡、滴水埠街道成建制合并设立荷塘街道。

## 行政区划
荷塘街道下辖以下地区：
金湖村、综合农场村、清水村、五爱村、滴水村、双埠村、易家村、竹埠村、正江村、群力村、荷塘村、青山村和指方村。